# Mustang (film)
Pour les articles homonymes, voir Mustang.
Pour plus de détails, voir Fiche technique et Distribution.
Mustang est un film dramatique germano-franco-turco-qatarien, réalisé par Deniz Gamze Ergüven, sorti en 2015. Il montre cinq jeunes sœurs turques défendant avec fougue leur joie de vivre et leur liberté contre l'emprise d'un patriarcat étouffant.
Le film se déroule dans un village turc, où cinq très jeunes filles élevées dans un climat de relative liberté se trouvent soudainement confrontées au puritanisme et à l'esprit patriarcal qui domine la société rurale. Barrières de toute natures et  mariages forcés  sont conjugués pour endiguer leur esprit frondeur. Chacune va réagir selon son tempérament avec plus ou moins de bonheur.
Il est présenté à la Quinzaine des réalisateurs du Festival de Cannes 2015. Il est choisi pour représenter la France dans la course à l'Oscar 2016 du meilleur film en langue étrangère. Il fait partie des cinq nommés dans cette catégorie.

## Synopsis
Cinq sœurs orphelines sont élevées par leur grand-mère dans un village du nord de la Turquie, à 1 000 km d'Istanbul. C'est l'été et le dernier jour de l'année scolaire. On dit adieu aux professeurs. Lale, la benjamine, est désespérée de quitter sa professeur préférée, qui part à Istanbul.
Les soeurs rentrent chez elles par le bord de mer, en compagnie de camarades de classe et, dans la joyeuse inconscience de la fin des cours, se livrent avec eux, dans l'eau, tout habillées, à une chicken fight : juchées sur les épaules des garçons, les filles s'affrontent pour se faire tomber. Mais les ragots du village les précèdent chez elles. Leur jeu innocent a été jugé obscène. Cédant à la pression sociale, la grand mère les corrige une à une, à leur grande stupeur. Son fils, l'oncle Erol — très à cheval sur un patriarcat qui se drape de tradition, de morale et de religion — reproche violemment à la grand-mère une éducation trop laxiste. Les aînées se voient imposer de subir à l'hôpital un examen d'intégrité hyménéale. Et la maison se transforme rapidement en prison : robes austères, informes et « couleur de merde », plus d'ordinateur ni de téléphone, plus de sorties, mais des cours de cuisine et de ménage. A la rentrée, plus d'école. Chaque tentative de libération des jeunes filles entraîne une surenchère des parents : les portes sont fermées à clef, les murs d'enceinte sont rehaussés, bientôt viennent les grilles et les barreaux aux fenêtres. 
La benjamine, Lale, passionnée de football, sollicite de l'oncle Erol l'autorisation de venir avec lui à un match. Erol refuse : c'est dangereux, ce n'est pas la place d'une femme. Effectivement, des violences meurtrières entre supporters interrompent le match. En réaction, la Fédération de Turquie de football décide que le prochain match sera joué non pas à huis clos, mais devant un public exclusivement féminin. Cette fois, toutes les filles du village y vont, la municipalité ayant affrété un car. Les cinq soeurs font le mur et réussissent à rattraper l'autocar, qu'elles avaient manqué, avec l'aide de Yasin, un jeune camionneur-livreur que l'audacieuse Lale a pris d'assaut. Cependant, à la maison, les hommes se disposent, au salon, à regarder le match entre eux, à la télévision. Dans la cuisine, les vieilles femmes ont la terrifiante surprise de voir apparaître à l'écran les cinq jeunes filles en train de célébrer le match. Une tante a le réflexe de faire sauter les plombs de la maison. Une autre sort et, à coups de pierre, fait disjoncter le transformateur local, privant tout le village d'électricité.
Si le pire a été évité, puisque les hommes et le voisinage n'ont rien su, les conséquences vont quand même être lourdes pour les cinq sœurs. Le mariage de chacune va être arrangé dans l'urgence à tour de rôle.
L'aînée, Sonay, impose sa volonté. Elle menace de faire un scandale si on ne la laisse pas épouser Ekin, son petit ami. La grand-mère cède à la condition que celui-ci fasse sa demande selon la coutume, par l'intermédiaire de son père, ce qu'il fait. On espère que ce mariage précoce sera heureux.
Selma, la deuxième, se laisse marier à Osman, un garçon qu'elle ne connaît que de vue. Vient la nuit de noces : la famille d'Osman tambourine nerveusement à la porte de la chambre, exigeant de contrôler le drap nuptial. Terrible embarras du jeune couple, car elle n'a pas saigné lors de son premier rapport. Scandale. Le père du marié entraîne immédiatement sa bru à l'hôpital pour un nouvel examen. Il s'avère heureusement que l'hymen est toujours intact. La jeune épouse a la vie sauve mais au prix d'une humiliation mortifiante et probablement dévastatrice pour l'harmonie du couple.
Ece, la troisième, confrontée à un fiancé totalement inconnu, adopte un comportement de plus en plus provocateur et dangereux et finit par se suicider avec le pistolet de leur oncle. En fait celui-ci la violait dans sa chambre chaque nuit depuis un certain moment, d'où la hâte de la grand mère à la marier sans délai. 
Lale est déterminée à s'enfuir vers Istanbul; elle apprend à conduire en cachette avec l'aide de Yasin, qu'elle a recroisé sur la route. Alors qu'elle rentre chez elle, une voisine la surprend. Des barreaux aux fenêtres sont ajoutés, sortir de la maison est devenu impossible.
Après le suicide d'Ece, Erol a reporté ses appétits sur Nur. Le soir du mariage de celle-ci, Lale l'encourage à se révolter et les deux sœurs se barricadent dans la maison, Lale ayant réussi à mettre la main sur les clés de la voiture d'Erol puis sur les économies de la grand-mère. Fou d'humiliation devant la famille du mari qui rompt les fiançailles, l'oncle devient très agressif et tente par tous les moyens de s'introduire dans la maison-forteresse dont les barrières se sont retournées contre lui. Lale, débrouillarde, réussit à atteindre Yasin au téléphone et à l'appeler au secours mais la ligne est coupée. Les filles parviennent à fuir dans la voiture d'Erol mais au premier virage, finissent contre un talus. Après un moment d'angoisse, où, dans le bosquet avoisinant, elles jouent au chat et à la souris avec la meute des hommes, elles voient arriver le fidèle Yasin qui les prend dans son camion et les conduit à la gare routière. Elles réussissent à gagner Istanbul, et parviennent à se rendre chez Dilek, la professeure bien-aimée de Lale.

## Fiche technique
- Titre : Mustang
- Réalisation : Deniz Gamze Ergüven[4]
- Scénario : Deniz Gamze Ergüven, Alice Winocour
- Musique : Warren Ellis
- Photographie : David Chizallet, Ersin Gök
- Montage : Mathilde Van de Moortel
- Son : Ibrahim Gök, Damien Guillaume et Olivier Goinard
- Costumes : Selin Sozen
- Production : Charles Gillibert
- Société de production : CG Cinéma
- Pays d’origine :  France  Allemagne  Turquie  Qatar[1],[2]
- Langue originale : turc
- Genre : drame
- Dates de sortie :
  - France : 19 mai 2015 Festival de Cannes ; 17 juin 2015 (sortie nationale)
  - Belgique : 12 août 2015
  - Suisse : 23 septembre 2015 (Suisse romande) ; 18 février 2016 (Suisse alémanique)
  - Canada : 10 septembre 2015 (Festival de Toronto) ; 15 janvier 2016 (sortie limitée : Toronto) ; 29 janvier 2016 (Québec)
  - Turquie : 23 octobre 2015
  - Allemagne : 25 février 2016[5]

## Distribution
- Les cinq sœurs :
  - Güneş Nezihe Şensoy (VF : Lou Dubernat) : Lale, la benjamine
  - İlayda Akdoğan (en) (VF : Josephine Serre) : Sonay, l'aînée
  - Tuğba Sunguroğlu (de) (VF : Tuğba Sunguroğlu) : Selma, la deuxième
  - Elit İşcan (tr) (VF : Nastassja Girard) : Ece, la troisième
  - Doğa Zeynep Doğuşlu (VF : Charlotte Piazza) : Nur, la quatrième[6]
- Ayberk Pekcan (VF : Omar Yami) : Erol, l'oncle
- Nihal Koldaş (tr) (VF : Catherine Davenier) : la grand-mère

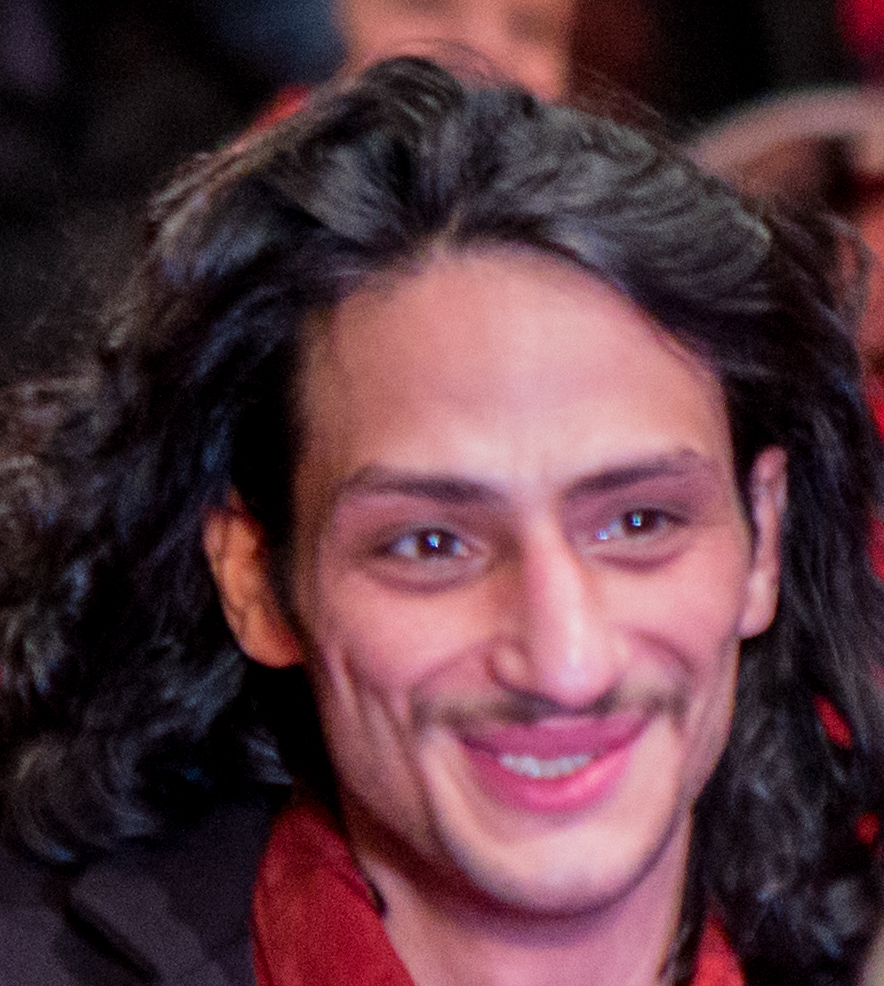
Burak Yiğit interprète Yasin, le chauffeur-livreur.

- Burak Yiğit (VF : Adrien Larmande) : Yasin, le chauffeur-livreur
- Bahar Kerimoglu (VF : Cécile d’Orlando) : Dilek, l'enseignante
- Enes Sürüm (VF : Charles Germain) : Ekin, le petit ami de Sonay
- Suzanne Marrot : tante Hanife
- Hüseyin Baysal : le propriétaire au fusil
- Şerife Kara : la grand-tante
- Aynur Kömeçoğlu : tante Emine
- Erol Afşin : Osman, le jeune époux de Selma
- Serpil Reis : la mère d'Osman
- Rukiye Sarıahmet : la tante d’Osman
- Aziz Kömeçoğlu : le père d'Osman
- Müzeyyen Çelebi : la mère d'Ekin
- Kadir Çelebi : le père d'Ekin
- Tuncer Kumcular : le gynécologue
- Aykut Karatay : l'amant occasionnel d'Ece
- Utku Zeka : le compagnon de Dilek[7]

 Source et légende : version française (VF) sur RS Doublage et Symphonia Films

## Production

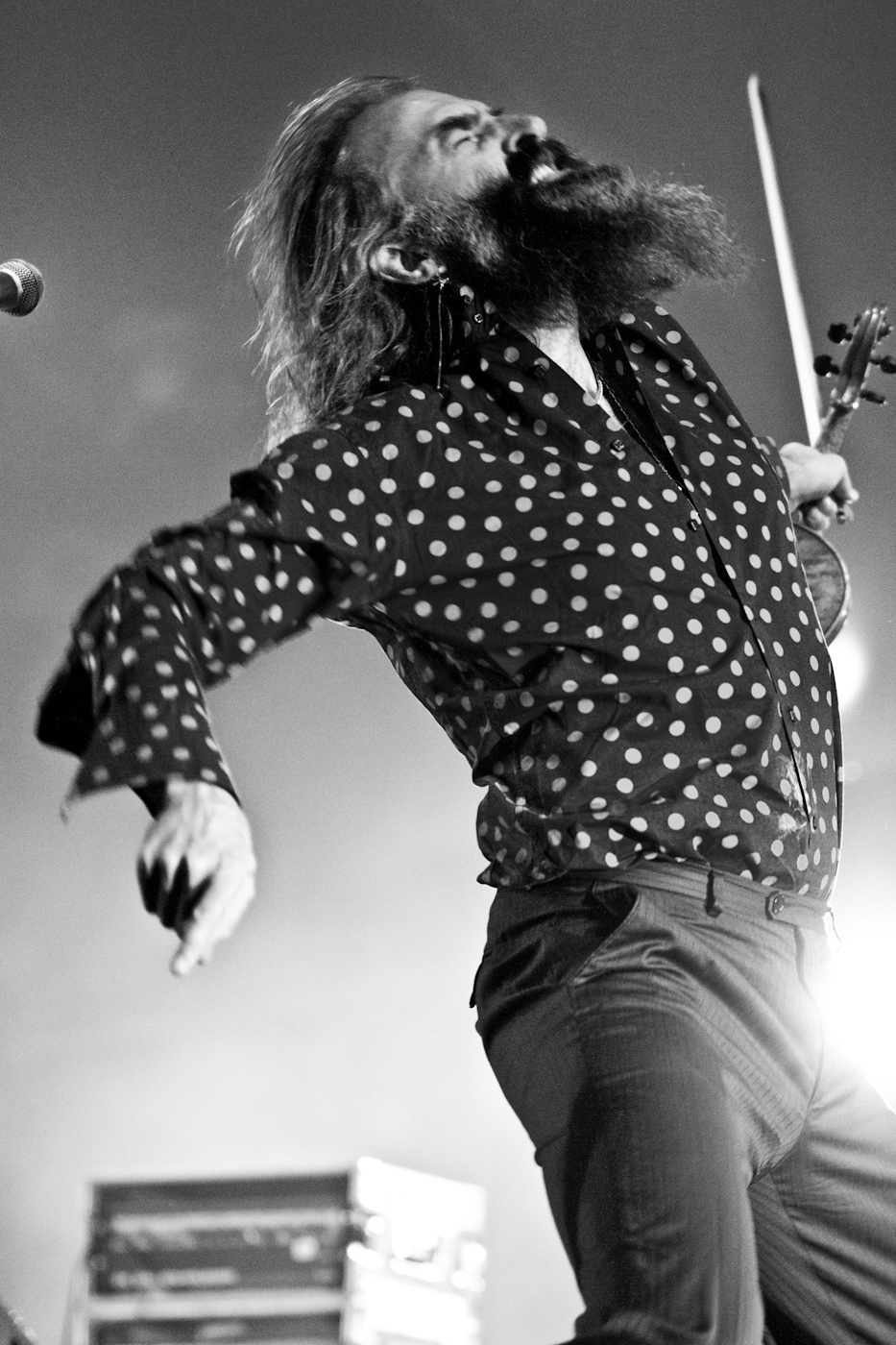
Warren Ellis en concert en 2012.

### Tournage
Le tournage débute en août 2014 à İnebolu, port de la mer Noire, à 600 km à l'est d'Istanbul. Aucun film n'a été tourné là-bas avant Mustang. Le village de la fiction se situe à 1 000 km d'Istanbul (dixit Yasin). On peut donc l'imaginer encore plus à l'est, dans la province de Trabzon, elle aussi au bord de la mer Noire. La région est « connue comme un berceau d’idées ultra-nationalistes, charriant aussi dans les médias leurs corollaires de crimes retentissants. » On peut de même imaginer que le match auquel les filles se rendent en car a lieu dans la préfecture de la province, Trabzon (l'ancienne Trébizonde), où le football est particulièrement populaire. Le film relate les faits du club Trabzonspor.

### Musique
Pour composer la musique originale, Deniz Gamze Ergüven fait appel à l'Australien Warren Ellis (le violoniste de Dirty Three, de Nick Cave and the Bad Seeds et de Grinderman) dont elle apprécie la puissance narrative : « Quand Warren joue du violon, on a le sentiment d’entendre une voix qui raconte une histoire. Et ses orchestrations sont bouleversantes. Il y avait une évidence esthétique dans cette rencontre, une cohérence entre les décors du film — la grande maison en bois, les paysages de la mer Noire — et le choix de ses instruments. »

#### Liste des musiques additionnelles
1. Nick Cave et Warren Ellis - Home
2. Nick Cave et Warren Ellis - Moving On
3. Baba Zula - Hopce
4. Selim Sesler - Yüksek Yüksek Tepeler
5. Ahmet Yurt - Eşrefoğlu Al Haberi
6. Nick Cave et Warren Ellis - The Mother

## Contexte

### Retour progressif du patriarcat en Turquie
Sous le régime kémaliste, la Turquie accorde le droit de vote aux femmes bien avant la France. De 1982 à 2002, le mouvement des femmes devient une force en Turquie. En 1983, une loi autorise l'IVG jusqu'à la dixième semaine de grossesse.
Mais, après la seconde guerre mondiale, un lent abandon des principes de Mustapha Kemal accompagne le retour graduel et de manière légale des forces religieuses qui peu à peu réinvestissent l’espace public, ce mouvement général n'étant freiné que par les coups d'État successifs de l’armée (1960, 1971, 1980 et 1997) qui se pose comme la gardienne des valeurs kémalistes et la garante des principes fondateurs de la république.  
Depuis l'arrivée au pouvoir en 2003 de l'AKP, le parti de Recep Tayyip Erdoğan, le patriarcat s'impose rapidement, sous couvert de tradition, de morale ou de religion. En 2012, Erdoğan assimile l'IVG à un « meurtre », et affiche sa volonté de la rendre illégale au-delà de quatre semaines de grossesse. Ses exhortations à faire trois enfants se multiplient, l'accroissement de population devant permettre à la Turquie de se placer parmi les dix économies les plus puissantes du monde.
« Une des choses que fait le gouvernement actuel, dit Deniz Gamze Ergüven, c’est de transformer les écoles laïques en écoles religieuses […] IIs sont en train de torpiller la laïcité à sa source. Ce qui veut aussi dire qu’ils sont en train de modeler une société très religieuse qui peut être dirigée un peu comme des moutons dans une direction ou une autre. Ce n’est pas dans un but spirituel, mais dans le but de générer de la cohésion sociale identitaire. »

### Traits de la condition féminine évoqués dans le film
- la Turquie est l'un des pays d'Europe qui envoie le moins ses filles dans l'enseignement supérieur : seulement 49,9 %[18] des Turques en âge de s'inscrire, sont inscrites dans l'enseignement supérieur contre 68,7 % dans l'Union européenne ;
- en 2016, 26 % des filles sont mariées avant l'âge de 18 ans[19].
- La Turquie, qui avait été la première à ratifier en 2012 la Convention du Conseil de l'Europe sur la prévention et la lutte contre la violence à l'égard des femmes et la violence domestique annonce s'en retirer le 19 mars 2021[20]. Selon l'association « Nous mettrons fin aux féminicides », les meurtres de femmes ont augmenté ces dernières années et atteint 300 en 2020[21].

Pour la réalisatrice, le pays est « paradoxal » vis-à-vis des femmes : « Depuis les années 1930, nous avons le droit de vote, mais la société est au fond profondément patriarcale, le code de l’honneur a beaucoup d’importance… » En Turquie, 53 % des femmes assassinées le sont par leur mari, et 17 % par un autre membre de la famille. De 2002 à 2009, 4 063 femmes sont assassinées pour « cause d'honneur ». Durant la même période, si 15 564 personnes se voient inculpées pour assassinat ou violences faites aux femmes, elles ne sont que 5 700 à être condamnées.
Le 29 juillet 2014, Bülent Arınç, vice-Premier ministre, déclare : « Une femme doit conserver une droiture morale, elle ne doit pas rire fort en public. » Et, le 24 novembre 2014, Erdoğan, devenu président de la République, assure, Coran à l'appui, que la femme ne peut être considérée comme l'égale de l'homme. « Notre religion, dit-il, a défini une place pour les femmes dans la société : la maternité. » Les deux sexes ne peuvent être traités de la même façon, « parce que c'est contre la nature humaine ». Il ajoute : « Vous ne pouvez pas mettre sur un même pied une femme qui allaite son enfant et un homme. »
« Je voulais raconter ce que cela représente d’être une femme aujourd’hui en Turquie, dit la réalisatrice. Le pays a toujours été partagé entre deux courants, l’un progressiste, l’autre rétrograde, mais depuis quelques années le second s’impose. Chaque semaine, des types de l’AKP font des déclarations odieuses sur les femmes, qui contribuent à polluer les esprits. Ils nous obligent à nous cacher, à nous taire, à avoir honte. » Mustang est donc un film cherchant à raconter ce qu'est une femme dans la société turque d'aujourd'hui, où sa place fait débat… Quel est le rapport de la femme turque à la sexualité ? Que penser d'un conservatisme absurde qui voit de la sexualité partout ? Pourquoi un pays qui fut l'un des premiers à accorder le droit de vote aux femmes sombre-t-il dans l'obscurantisme au point de leur refuser le droit de disposer de leur propre corps ?

### Match de football à public féminin

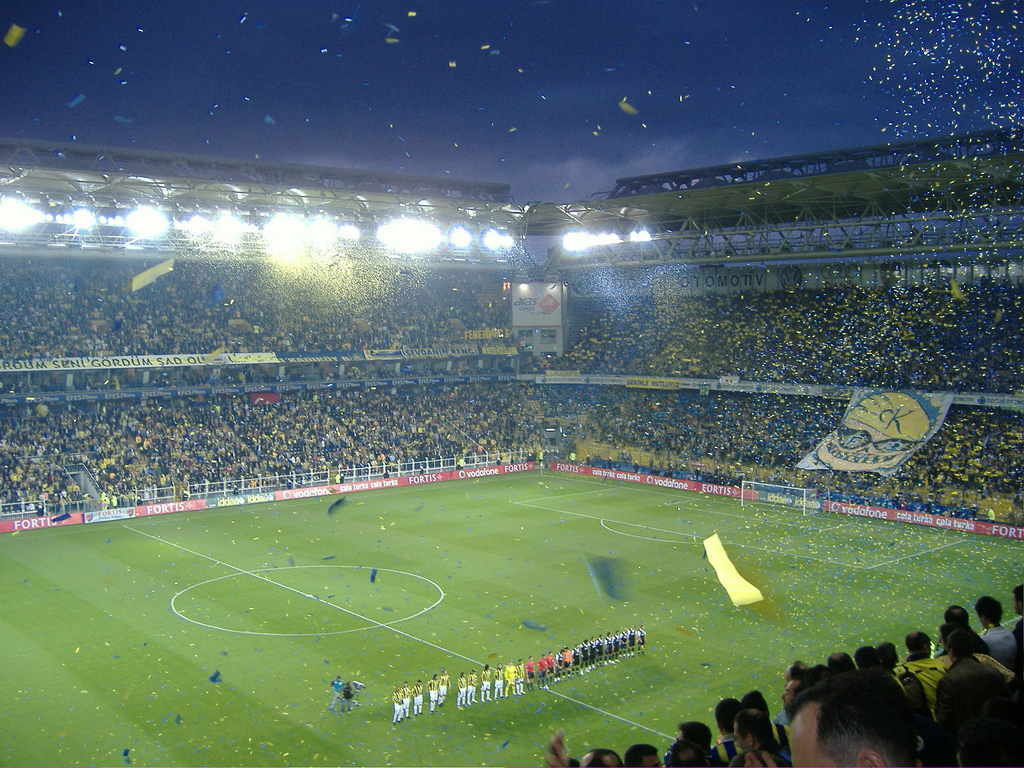
Un match du Fenerbahçe, au stade Şükrü Saracoğlu.

En juillet 2011, lors d'un match amical, les supporters de l'équipe de football de Fenerbahçe envahissent le terrain. Plutôt que d'infliger au club une amende ou une rencontre à huis clos, la Fédération de Turquie de football décide d'interdire les spectateurs masculins de plus de 12 ans au match de troisième journée de Championnat Fenerbahçe-Manisaspor. Le 20 septembre, au stade Şükrü Saracoğlu d'Istanbul, c'est une première mondiale : le public est composé de 41 000 femmes et enfants.

## Accueil critique
- Sur le site Allociné, Mustang obtient une note moyenne de 4,3 sur 5 (spectateurs), et 4 sur 5 (presse).
- Sur le site IMDb, Mustang obtient une note moyenne de 7,6 sur 10.

## Distinctions

### Récompenses
- Festival de Cannes 2015 : Label Europa Cinema[26] (sélection Quinzaine des réalisateurs[3],[27])
- Festival international du film d'Odessa 2015 : Duc d'or (uk) du meilleur film
- Festival international du film de Stockholm 2015 : prix du meilleur scénario[28]
- Prix LUX du Parlement européen 2015[29]
- Festival international du film de femmes de Salé 2015 : Prix du scénario

- 21e cérémonie des Lumières : 
  - Lumière du meilleur film
  - Lumière du meilleur premier film

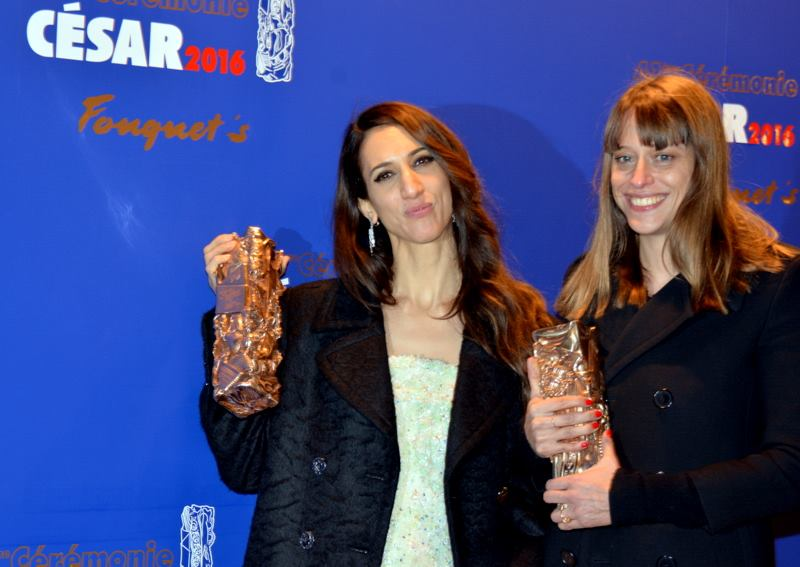
Deniz Gamze Ergüven et Alice Winocour lors de la cérémonie des César 2016.

  - Lumière de la révélation féminine pour Güneş Nezihe Şensoy, Doğa Zeynep Doğuşlu, Elit Işcan, Tuğba Sunguroğlu et Ilayda Akdoğan
  - Lumière de la meilleure image pour David Chizallet
- Goya du meilleur film européen 2016
- Festival de Valladolid 2015 : Espiga de plata Largometraje, Premio "Pilar Miro" al mejor nuevo director.
- Prix du cinéma européen 2015 : Prix découverte - prix FIPRESCI
- César 2016 :
  - Meilleur scénario original
  - Meilleur montage
  - Meilleure musique
  - Meilleur premier film
- Festival du film de Sarajevo : meilleur film

### Nominations
Le 15 septembre 2015, la Turquie choisit le film Sivas pour représenter dans la course à l'Oscar 2016 du meilleur film en langue étrangère. Le 22 septembre, la France choisit Mustang. Le 14 janvier 2016, il fait partie des cinq films nommés dans sa catégorie.
- Golden Globes 2016 : meilleur film en langue étrangère
- Oscar 2016 : meilleur film en langue étrangère
- 21e cérémonie des Lumières :
  - Lumière du meilleur scénario
  - Lumière de la meilleure musique pour Warren Ellis
- César 2016 :
  - Meilleur film
  - Meilleurs costumes
  - Meilleure photographie
  - Meilleur son
- 20e cérémonie des Satellite Awards
  - Meilleur film étranger